# 尤利烏斯·凱撒
盖乌斯·尤利乌斯·凯撒（前100年7月12日—前44年3月15日；Julius又译儒略，Caesar又译恺撒、凯萨），史稱凯撒大帝，罗马共和国末期的军事统帅、政治家，是羅馬共和國体制转向羅馬帝國的關鍵人物。他也是拉丁文散文的作者。
凯撒出身贵族，历任财务官、大祭司、大法官、执政官、监察官、独裁官等职。前60年与庞培、克拉苏秘密结成前三头同盟，随后出任高卢总督，用了8年時間征服高卢全境（现在的法国），跨越萊茵河袭击了日耳曼（现在的德国）、渡過英吉利海峽到不列颠（现在的英国），最遠曾到達日斯巴尼亞 （现在的西班牙）、托勒密王朝統治的上埃及。西元前49年，他率军佔领罗马，打败庞培，集大权于一身，实行独裁统治，制定了儒略历。
前44年，凯撒被布鲁图所领导的元老院成员暗杀身亡。凯撒身亡后，其甥孫及養子屋大维击败安东尼开创罗马帝国并成为第一位帝国皇帝（拉丁語：Imperator）。

## 家世背景

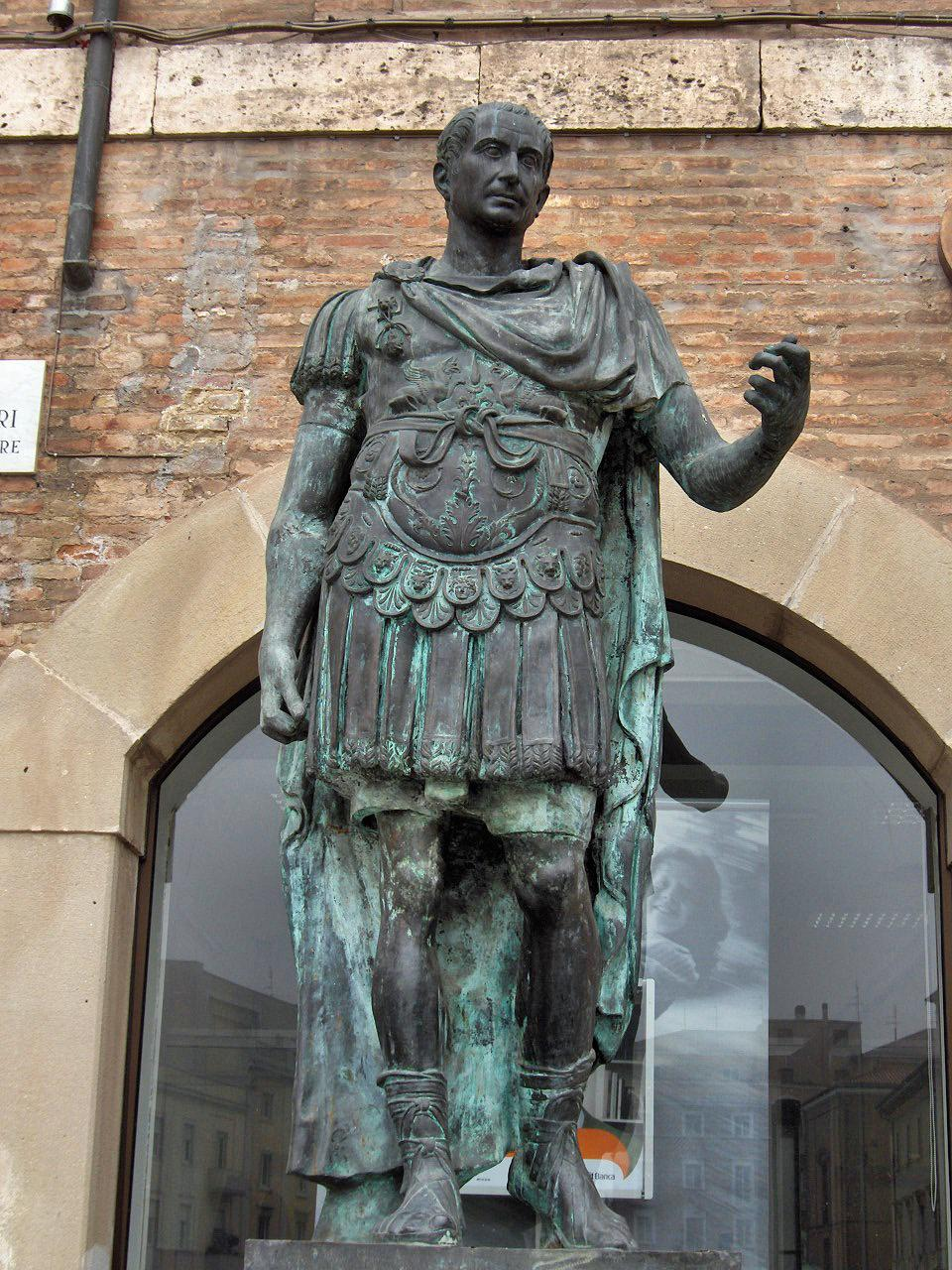
意大利的凱撒銅像

凱撒公元前100年7月出生于罗马，他的父親蓋烏斯·尤利烏斯·凱撒和母親奧蕾莉亞两邊都為纯粹的贵族家庭，由此获得了很好的庇蔭。

### 父親血緣
- 其父在公元前100年前后担任过财務官、大法官等职务，还曾出任过小亚细亚的总督。显赫的身世使得了凱撒将来較容易获得类似行政官的职务。
- 其叔父塞克斯图斯·儒略（Sextus Julius）公元前91年晋升到执政官的职位。
- 姑母茱莉娅嫁给了赫赫有名的马略。其姑父马略是元老院平民派领袖，公元前86年過世。

### 母親血緣
- 外祖父卢西乌斯·奥莱利乌斯·科塔，曾在前119年担任过执政官。特别是在凯撒事业的开始阶段，外祖父始终如一的支持和有求必应，使凱撒获得了强有力的支持。
- 凱撒的母亲来自权势很大的奥莱利·科塔家族。

### 出身
| 卢西乌斯·奥莱利乌斯·科塔 | 卢西乌斯·奥莱利乌斯·科塔 | 卢西乌斯·奥莱利乌斯·科塔 | 卢西乌斯·奥莱利乌斯·科塔 | 卢西乌斯·奥莱利乌斯·科塔 | 卢西乌斯·奥莱利乌斯·科塔 |  |  |             |             |             |             | 儒略        | 儒略        | 儒略 | 儒略 | 儒略   | 儒略   |        |        | （不明） | （不明） | （不明） | （不明） | （不明）    | （不明）    |             |             |             |             |  |  |                 |                 |                 |                 |                 |                 |
| 卢西乌斯·奥莱利乌斯·科塔 | 卢西乌斯·奥莱利乌斯·科塔 | 卢西乌斯·奥莱利乌斯·科塔 | 卢西乌斯·奥莱利乌斯·科塔 | 卢西乌斯·奥莱利乌斯·科塔 | 卢西乌斯·奥莱利乌斯·科塔 |  |  |             |             |             |             | 儒略        | 儒略        | 儒略 | 儒略 | 儒略   | 儒略   |        |        | （不明） | （不明） | （不明） | （不明） | （不明）    | （不明）    |             |             |             |             |  |  |                 |                 |                 |                 |                 |                 |
|                          |                          |                          |                          |                          |                          |  |  |             |             |             |             |             |             |      |      |        |        |        |        |          |          |          |          |             |             |             |             |             |             |  |  |                 |                 |                 |                 |                 |                 |
|                          |                          |                          |                          |                          |                          |  |  |             |             |             |             |             |             |      |      |        |        |        |        |          |          |          |          |             |             |             |             |             |             |  |  |                 |                 |                 |                 |                 |                 |
| 奥莱莉娅                 | 奥莱莉娅                 | 奥莱莉娅                 | 奥莱莉娅                 | 奥莱莉娅                 | 奥莱莉娅                 |  |  | 该尤斯·儒略 | 该尤斯·儒略 | 该尤斯·儒略 | 该尤斯·儒略 | 该尤斯·儒略 | 该尤斯·儒略 |      |      | 尤莉娅 | 尤莉娅 | 尤莉娅 | 尤莉娅 | 尤莉娅   | 尤莉娅   |          |          | 盖乌斯·马略 | 盖乌斯·马略 | 盖乌斯·马略 | 盖乌斯·马略 | 盖乌斯·马略 | 盖乌斯·马略 |  |  | 塞克斯图斯·儒略 | 塞克斯图斯·儒略 | 塞克斯图斯·儒略 | 塞克斯图斯·儒略 | 塞克斯图斯·儒略 | 塞克斯图斯·儒略 |
| 奥莱莉娅                 | 奥莱莉娅                 | 奥莱莉娅                 | 奥莱莉娅                 | 奥莱莉娅                 | 奥莱莉娅                 |  |  | 该尤斯·儒略 | 该尤斯·儒略 | 该尤斯·儒略 | 该尤斯·儒略 | 该尤斯·儒略 | 该尤斯·儒略 |      |      | 尤莉娅 | 尤莉娅 | 尤莉娅 | 尤莉娅 | 尤莉娅   | 尤莉娅   |          |          | 盖乌斯·马略 | 盖乌斯·马略 | 盖乌斯·马略 | 盖乌斯·马略 | 盖乌斯·马略 | 盖乌斯·马略 |  |  | 塞克斯图斯·儒略 | 塞克斯图斯·儒略 | 塞克斯图斯·儒略 | 塞克斯图斯·儒略 | 塞克斯图斯·儒略 | 塞克斯图斯·儒略 |
|                          |                          |                          |                          |                          |                          |  |  |             |             |             |             |             |             |      |      |        |        |        |        |          |          |          |          |             |             |             |             |             |             |  |  |                 |                 |                 |                 |                 |                 |
|                          |                          |                          |                          | 尤利烏斯·凱撒            |                          |  |  |             |             |             |             |             |             |      |      |        |        |        |        |          |          |          |          |             |             |             |             |             |             |  |  |                 |                 |                 |                 |                 |                 |

## 家谱
凯撒為了營造自己的神格，为自己创造了一个神圣的家谱：根据传说，罗马城的創造者罗穆卢斯的祖先是特洛伊英雄安喀塞斯与女神维纳斯（希臘人的阿芙蘿黛蒂）生下的特洛伊王子埃涅阿斯。而埃涅阿斯之子阿斯卡尼又名Julus，凯撒利用词源学的相似，将其作为自己氏族Julius的祖先，并說自己是维纳斯的后裔。

## 生平

### 早期教育
凯撒早年的情况，特别是他接受教育的情况，由于缺少资料，一直不甚清楚。和那个时代任何一个年青的罗马贵族一样，直到7岁为止，凯撒一直受其母亲的影响。此外按照传统，在学习完字母和数字以及拉丁文、希臘文后，凯撒应当师从雄辯學教师，学习演讲辩论；此外，他还要学习哲学和法律等基础知识；最后，如同所有贵族子弟，接受军事技术方面的教育，包括阅读各种历史、攻城术和战术等方面的著作，参加各种各样军事体育训练。7岁时，凯撒被送进了专门培养贵族子弟的学校。15岁时按照罗马的习俗，凯撒开始穿成人的白长袍。

### 初出茅庐

#### 与苏拉的冲突
公元前86年和前84年，元老院民众派领袖马略和秦纳先后去世，前者是凯撒的姑父，后者曾提名凯撒为朱庇特神祭司，而凯撒则由于亲缘等原因被视为马略的当然支持者。虽然凯撒一下失去两个保护人，但也同时获得从事某种职业并取得巨大成就的自由。前84年，凯撒娶秦纳之女科涅莉亚为妻。这桩婚姻不仅给他带来一个女儿——尤莉娅，而且还使其获得元老院民众派成员的支持。
前82年，在内战中取胜，并得到元老院精英派成员支持的独裁官苏拉要求凯撒同科涅莉亚离婚。但是，凯撒选择拒绝并谨慎离开罗马。在亲友的帮助下，凯撒躲过放逐和死亡的威胁。虽然后来苏拉屈服于对年青的凯撒之各种有利的强大压力而宽恕后者，但凯撒仍然认为远离罗马更为审慎。

#### 首次前往东方
公元前82年至前79年间，凯撒旅居东方，并在前81年随马尔库斯·泰尔穆斯（Marcus Terentius Varro Lucullus）前往小亚细亚。他到达小亚细亚之后，很快接受一项使命：前往比提尼亚寻找船只。比提尼亚国王尼科美德四世已经答应向罗马供应船只，却迟迟不肯履约。初出茅庐的凯撒圆满完成这个任务。也许是完成得太圆满，他的对手开始传言正是这位罗马使者不寻常的魅力，才使得狡猾的国王唯命是从。虽然这僅是一个插曲，却给人们留下凯撒是同性恋的印象，而且这一影响是长远的，以至于他的士兵（根据苏维托尼乌斯的说法）在很久以后的一次凯旋式中称其统帅为“所有女人的男人，所有男人的女人”。
前80年，凯撒随军前往米蒂莱，在战斗中，凯撒显示出非凡的军事和外交才能，并因为表现英勇而获得桂冠。前79年至前78年，他还参加清剿奇里乞亚海盗的战斗。

#### 返回罗马
前78年，苏拉去世，凯撒回到阔别数载的家乡。在罗马的家中赋闲期间，凯撒没有什么大作为，极少关心政治，仅仅是以律师身份在法庭等处为自己和支持者辩护或起诉。例如：前78年在执政官莱皮德叛乱失败后，凯撒要求赦免自己的拥护者；前77年起诉其政敌多拉贝拉贪污；前76年为希腊人辩护，与该尤斯·安东尼乌斯当庭对抗。

#### 再次前往东方
但凯撒并没有坚持下去，前76年，他再次踏上前往东方的旅程。公元前75年，他在罗德岛拜米隆之子、雄辩大师阿波羅尼奥斯为师，进修雄辯學。
在旅途中，他曾被奇里乞亚海盗劫持。海盗要求20塔兰特的赎金，卻遭凯撒嘲笑，說他們居然只要這一點點錢，自己的身價絕不只這些，并主動把贖金提高到50塔兰特。更令海盜們驚訝的是，在等待赎金的38天之中，凱撒像沒事般和海盜們同吃同住，甚至一同飲酒作樂。一次酒酣耳熱之際，凱撒说自己有一天一定會将海盗们统统钉上十字架。海盗们聽了哈哈大笑，以为他在開玩笑，等拿到贖金後就依約將他釋放了。
不料凯撒获释之后立刻组织了一支舰队殺回島上，將所有海盗們一網打盡。但或許是因为那些海盗待他不錯，凯撒为减轻他們的痛苦，先把他们的喉嚨割断後才把尸体钉上十字架。

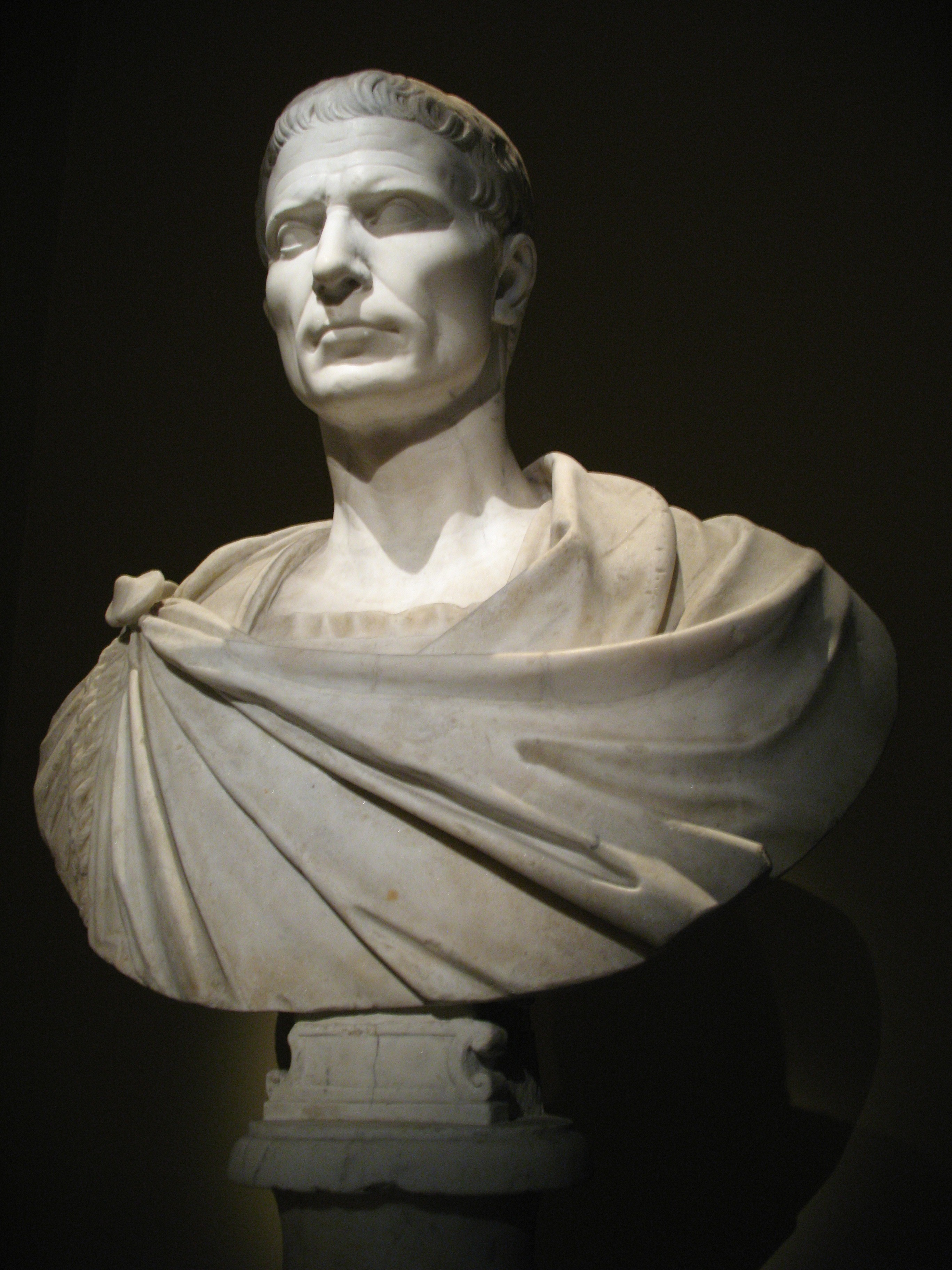
位於維也納藝術史博物館的凯撒半身雕像

## 政治經歷

### 早期职位
前74年，凯撒返回罗马，并很快继承了舅舅奥莱利乌斯·科塔的职位，成为祭司。前72年，他获得了第一个通过选举产生的低级职位——军事保民官——这是罗马官职体系中最低的一级。但由于缺乏资料，目前尚不清楚凯撒是否参与过对斯巴达克斯领导之奴隶起义。

### 财务官
前70年，32岁的凯撒再次参与选举，并顺利当选前69年的财务官，这一职务是罗马官职体系中第一个正式官职，而且只有30岁以上的人才能参与竞选，任期一年，获胜者将自动获得元老院议员的资格。凯撒于前69年前往西班牙赴任，作为总督的副手，并主管这个行省的财政。
在西班牙各城市巡回审理案件期间，一天，在赫库利斯神庙中看到了亚历山大大帝的塑像，联想到亚历山大在自己这个年龄就已征服世界，而自己还无所作为，不禁感慨万千，随即便请求解除自己的职务，离开了西班牙。

### 市政官
返回罗马后，在前66年凯撒被委任以“阿庇亚大道管理人”的头衔，负责维护这条连接罗马和布林迪西烏姆（現在的布林迪西)的通衢大道。这年稍后，他自荐就任次年的新市政官的职位并当选。
古罗马的市政官类似于今天的市长，主要负责城市的公共设施（特别是神庙）的建设和维护，管理市场和其他罗马日常生活的各个方面的事务。而且这个职务也被视为是十分困难的，因为市政官也需要负责组织最受罗马人欢迎的竞技项目之一罗马赛马大賽的活动组织。然而这项活动的经费非常有限，但是如果市政官想要在他的政治事业上更進一步，他必须为整个罗马城奉献一场盛大的竞技活动，而这就意味着市政官本人必须自己掏腰包。
为了取悦平民阶层，凯撒为公众提供了许多引人入胜的竞技比赛，新建或改建许多令人印象深刻的公共建筑，带着巨大的荣耀结束了一年的市政官任期，但是自己却破产了。他负债数百塔兰特（约等于现在的数百万欧元），这严重威胁到了他未来的政治生涯。

### 大祭司和大法官
前63年是著名演说家西塞罗的执政官任期年，他选择了和元老院中的精英派合作而与罗马的平民阶层决裂，其结果是在任期中显得无所作为。与之相反，凯撒此时节节胜利。
此时，罗马的祭司长皮乌斯（Quintus Caecilius Metellus Pius）去世，凯撒提出参加竞选。虽然凯撒已经因为市政官任期的巨大支出和贿选而债台高筑，以至于在选举当天曾发誓将取得大祭司的身份否则就永不回家，但是凯撒仍然顺利地当选了这一拥有极大荣耀和权威的终身职位。
就在同一年稍后，凯撒又获得了另外一个职位——大法官。这一职位本应在40岁之后才能获得，而凯撒在39岁时就已得到。当然，也有历史学家指出凯撒的贵族身份可以助其降低一年的年龄限制。无论如何，凯撒在同一年中获得大祭司和大法官两个职务本身就已经说明凯撒在罗马已经上升到了权势很大的地位。
也在同一年，凯撒与苏拉的孙女庞培亚（Pompeia Sulla）成婚。后由于克洛狄乌斯·普尔喀假扮女佣进入只允许女人参加的祭祀仁慈女神的仪式，虽然经过审讯，大家（包括凯撒本人）都相信没有任何参与者受到玷污，但是凯撒仍然与庞培亚离婚，理由是“凯撒之妻不容怀疑”。

### 行省总督
前61年，大法官任期届满，凯撒得到了远西班牙行省总督的职位。与此同时，庞培从东方返回罗马。这次凯撒又一次陷入了金錢的麻煩——他的債務人拒絕他離開羅馬，直到克拉苏出面為他偿还贷款才得以成行。
刚一抵达伊比利亚，凯撒就发动了对卢西坦人和加拉埃西人的进攻，这次行动为其带来了丰厚的战利品。在恢复行省的秩序后，不等继任者到达，便匆匆地离开了行省返回罗马，同时提出两个要求：凯旋式和执政官职位。但是由于选举日期迫在眉睫，而他必须等在罗马城外或者以普通公民身份进入罗马，否则便无法成为候选人。因此他不得不放弃了凯旋式，以换取执政官候选人资格。

## 三头同盟和高卢战争

《维钦托利向凯撒投降》，由莱昂内尔·罗耶于1899年创作。现藏于法国勒皮的克罗扎捷博物馆

前60年（一说前59年），凯撒被百人隊會議选举为罗马共和国的执政官。凯撒因此成为了最高长官，但是贵族们害怕如果再出现一个与凯撒合作的同僚，凯撒就可以无所顾忌为所欲为。于是许多贵族为他的主要政治对手，元老院貴人派代表，加图的好友，马尔库斯·卡尔普尔尼乌斯·比布鲁斯捐款，使其也当选为执政官。对此加图曾坦言，在此情形下，贿选有利于国家。因此，凯撒特别地需要组建其政治同盟，而且他找到了其政治对手事先未曾料想到的合作伙伴。
此时，庞培正在元老院争取安置他的退伍老兵的土地，却遭到失败；已经成为罗马最富有者的克拉苏，也正在为获得对抗帕提亚所需的军队控制权而犯愁；而执政官凯撒也正好需要庞培的声望和克拉苏的金钱。因此，凯撒成功地使两人言归于好（庞培和克拉苏在前70年那次共掌执政官之后结怨）。三人于前60年订立盟约，目的是使“这个国家的任何一项措施都不得违反他们三人之一的意愿”（苏维托尼乌斯语）。历史学家将这个联盟称为“前三头同盟”。为了巩固这一政治联盟，五十歲的庞培还娶了凯撒年仅14岁的独女茱莉娅。
三人结盟后，势力大增。在毕布路斯宣布有不祥征兆欲终止会议的时候，凯撒竟粗暴地动用武力，将这位同僚赶了出去，而在次日的元老院会议上，竟然无人敢对此提出批评或议论，而此前尚不及此严重的事件都会有法令通过。毕布路斯如此失望，以至于作为执政官的第一项政令，便是退出所有政治活动。从此这位凯撒的政敌，只能躲在家中通过信使，向元老院或公民大会发出不祥征兆，直到任期结束。就这样，凯撒大权独揽，“毕布路斯和凯撒执政之年”成了“儒略和凯撒执政之年”。
在完成执政官任期之后，凯撒被授予作为总督管理山南高卢（今阿爾卑斯山南部、義大利北部）、外高卢（今阿爾卑斯山北部、法国南部）和伊利里亚（今巴尔干半岛亚得里亚海沿岸地区）五年（前58年-前53年）的权力。但是野心勃勃的凯撒似乎并不满足于这些，几乎在刚到任的时候，他便发动了高盧戰爭（前58年-前50年）。
在统帅军队在各地作战的这9年时间，凯撒夺取了整个高卢地区（约相当于今天的法国），并把这个以比利牛斯山、阿尔卑斯山、塞文山、莱茵河和罗纳河为界，周长超过3000英里的地区（除了部分同盟者的城市），统统变成了一个行省（高卢行省），后者还被规定每年向他上缴大量的钱财。凯撒以積極靈活的機動與統馭才能證明了他傑出的軍事才能，此外，凯撒还是第一个跨过莱茵河，到对岸（日耳曼尼亚）去进攻日尔曼人，與第一個揮軍進攻不列顛的罗马人。

## 凱撒內戰
高盧戰爭獲得的巨大聲望，讓人在羅馬的龐培感到不安。再加上公元前53年，東征帕提亞的克拉蘇戰敗身亡，三頭政治不穩，元老院順勢拉攏龐培。前49年，元老院向凯撒發出召還命令，命令凯撒回羅馬，凯撒回信表示希望延長高盧總督任期，元老院不但拒絕，還發出元老院最終勸告，表示凯撒如果不立刻回羅馬，將宣布凯撒為國敵。
凯撒帶軍團到國境線盧比孔河。羅馬法律規定，没有元老院的命令，任何指揮官皆不可私自帶著軍隊渡過盧比孔河，否則就是背叛羅馬。但凯撒还是帶著第13軍團渡過盧比孔河。渡河前，凯撒说出了流传后世的一句名言：“Alea iacta est”（也作 『Iacta alea est』或是『alea jacta est』意为“骰子已被掷下，只能繼續前進”）。凯撒的舉動震動龐培以及元老院共和派議員。凯撒的敌人急忙逃離罗马，於是，凯撒兵不血刃地進入羅馬城，要求剩餘的元老院議員選舉他為獨裁官。

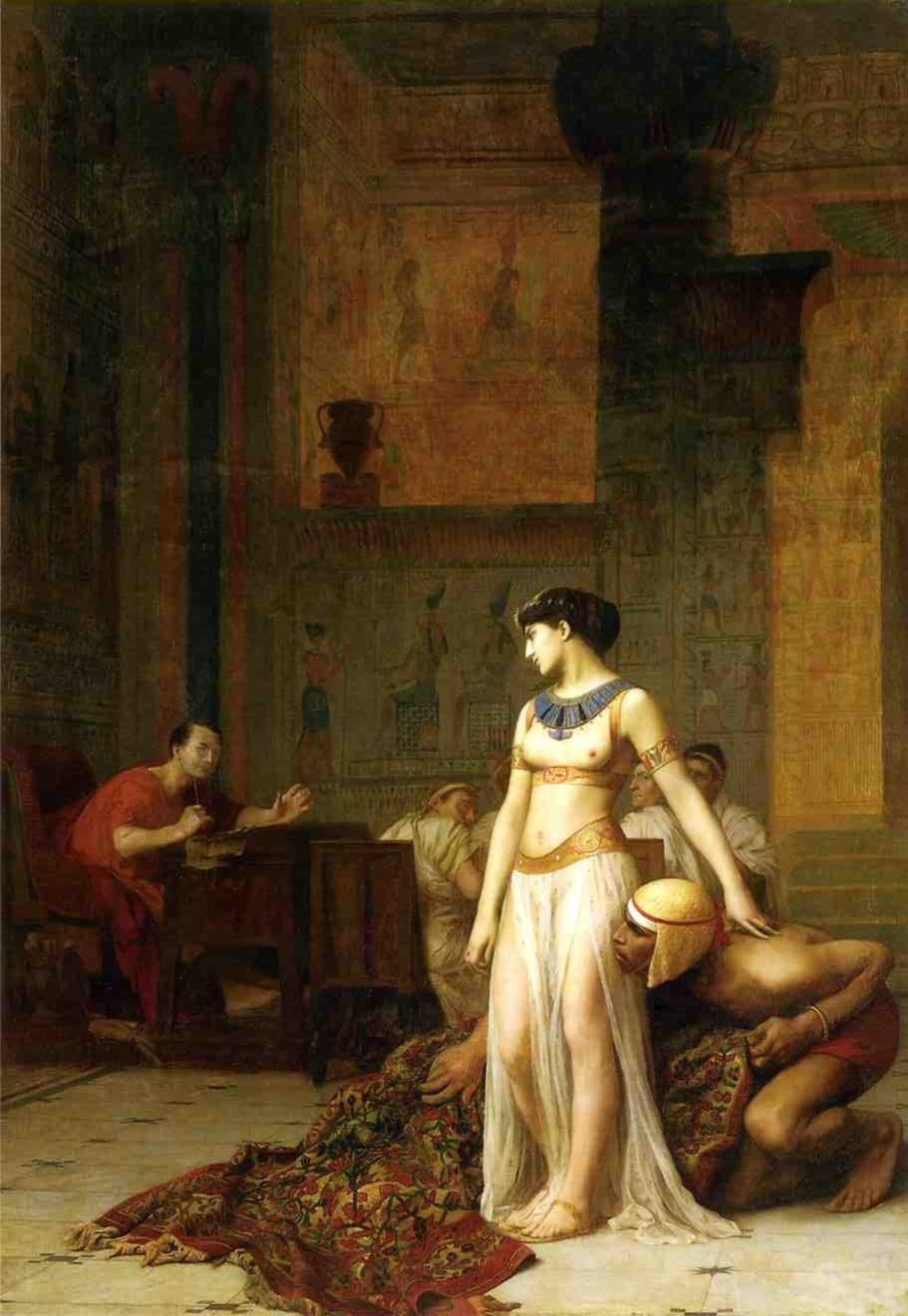
《克娄巴特拉与凯撒》，让-莱昂·热罗姆于1866年作

接著，他征討西班牙、希臘，在公元前48年的法萨卢斯战役中徹底擊敗龐培，並追擊龐培到埃及。埃及國王托勒密十三世為了討好凯撒，刺殺了龐培，將龐培的人頭獻給追击而来的凯撒。然而，凯撒对龐培的被杀十分愤怒，没有给予托勒密十三世优待。而是要求埃及王位由托勒密十三世與他的姐姐（即后来的埃及艳后）克利奧佩脫拉共享。此舉激怒了托勒密十三世一派，他们围攻凯撒及其护卫，但未能成功。凯撒的援軍到達，徹底擊敗埃及軍，托勒密十三世陣亡。遺憾的是，在會戰期間，凯撒士兵所發射的火箭命中亞歷山大城的亚历山大图书馆，六十多萬本書毀於一旦。凯撒安排克利奧佩脫拉与托勒密十四世共享埃及王位。克利奥佩脫拉成为凯撒的情人和埃及的最高掌权者。在亞歷山大戰役結束後，凯撒與克利奧佩脫拉進行一次為期兩個月的尼羅河之旅，接著征討破壞與羅馬之間協約的本都王國，勝利之後，他給元老院寫一封信，裡面只有三個字——「VENI VIDI VICI」（我來、我見、我征服）。
前46年，凯撒回羅馬之後，再次召集軍隊，攻打逃至北非與努米底亞王猶巴結成同盟的龐培餘黨，於薩普蘇斯戰役中獲得完全勝利。之後，凯撒回到羅馬，進行長達十天的凱旋式。

## 战后
回到羅馬的凯撒推動各項改革，包括給予北義大利和西西里島人民羅馬公民權、請專家製作儒略曆、建立和平廣場等。在前45年，龐培的兩個兒子逃到西班牙發動叛亂，凯撒再次遠征西班牙，於蒙達戰役中擊敗叛軍，龐培長子勞斯陣亡，次子流亡西西里。凯撒回國之後，於前44年宣布成為終身獨裁官。

## 遇刺

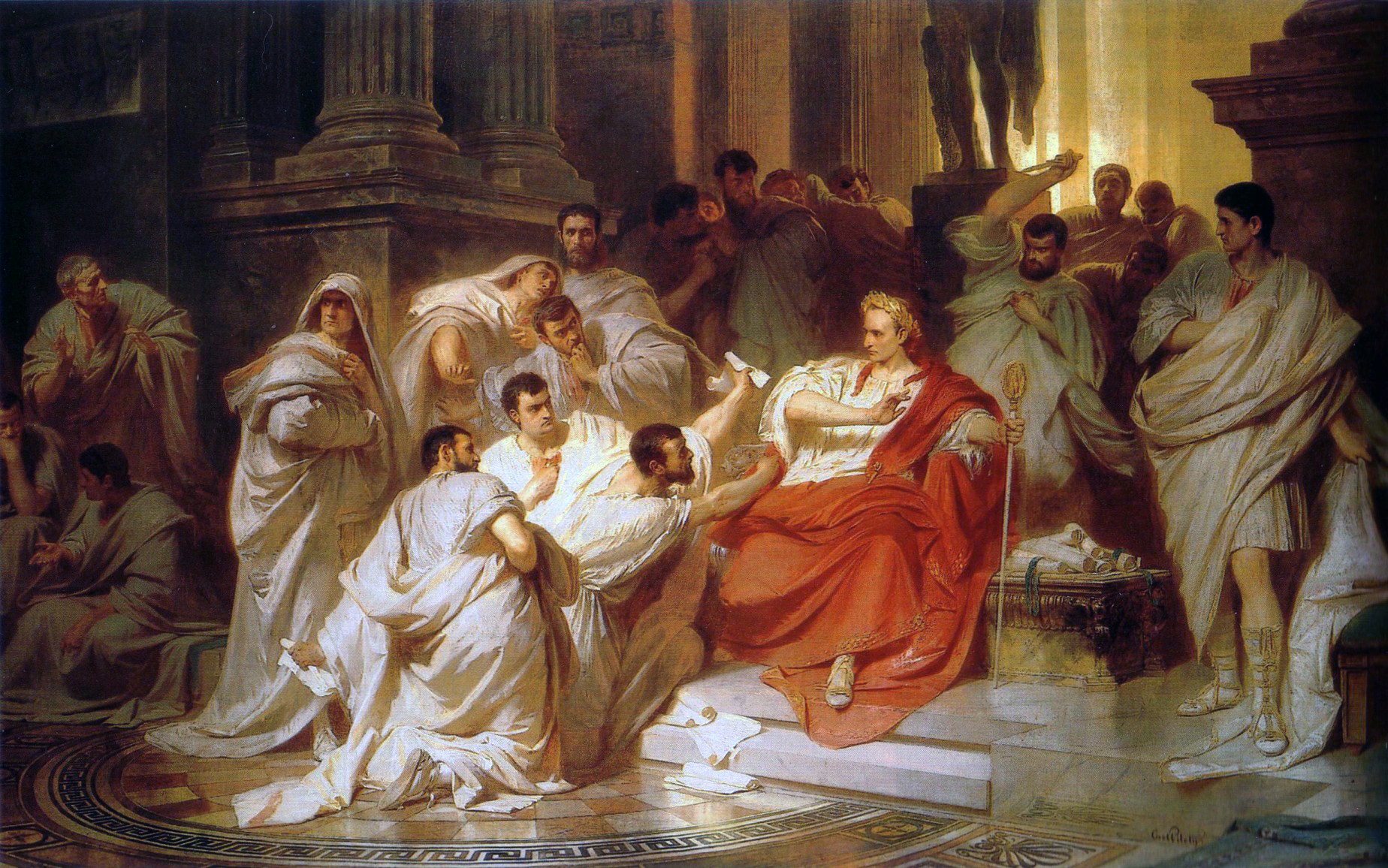
《凯撒之死》，特奥多尔·普罗提作于1865年。凯撒对着布鲁图斯惊呼：「吾儿，亦有汝焉？」

西元前44年，為拯救卡雷會戰中被俘虜的九千名羅馬士兵，凯撒宣布將遠征帕提亞。但是，當時的占卜師說「只有王者才能征服帕提亞」，此舉更加深共和派議員的不安，認為凯撒終將自命為君主。二月，在一項典禮上，執政官安東尼將花環獻給凯撒，並稱呼凯撒為王。雖然凯撒拒絕，但是反凯撒一派更為恐懼，於是策劃謀殺凯撒。
参加反对凯撒的阴谋的大约有60多人，为首的是盖乌斯·卡西乌斯、马可斯·布鲁图斯、德基摩斯·布鲁图斯。他們稱自己為解放者（Liberators），這些人在刺殺凯撒前曾和卡西乌斯會面，卡西乌斯告訴他們說如果東窗事發他們就必須要自殺。在西元前44年3月15日，一群元老叫凯撒到元老院去讀一份陳情書，陳情書是元老寫來要求凯撒把權力交回議會，然而這封陳情書是假的。當马克·安东尼從一個叫做卡斯卡的解放者那裡聽到消息，他趕緊到元老院的階梯上要阻擋凯撒，但是這些參與預謀的元老在庞培剧院前先找到凯撒，帶領他到劇院的東門廊。
凯撒讀這假的陳情書的時候，卡斯卡將凯撒的外套拉開，接著用刀刺向他脖子。凯撒發覺到卡斯卡，轉過身便抓住卡斯卡的手，以拉丁語說：「惡人卡斯卡，汝何為？」被嚇到的卡斯卡轉向其他元老，以希臘語說：「兄弟們，快幫我！」。一下子連同布鲁图斯的所有人都開始向凯撒刺殺。凯撒想要脫逃，因為血流太多眼睛看不見而摔倒。最後，眾人在凯撒倒地時，將凯撒殺害了。
在莎士比亞的劇作中，凯撒在元老院就座时，阴谋者全都向他围拢过来。提留斯·辛布尔立即走到凯撒身边，好像要问什么，却乘势抓住他的托迦双肩。此时，凯撒的颈部被一个叫卡斯卡的人刺中。凯撒用铁笔戳进被其抓住的卡斯卡手臂，却又被刺伤。当他发现四面八方都受到匕首的攻击，特别是看到马可斯·布鲁图斯扑向他的时候，他便放弃抵抗，只对着马可斯·布鲁图斯用希腊语说一句： （吾兒，亦有汝焉？），便倒下去。就这样凯撒被刺中23刀（其中仅有一处是致命伤），倒在庞培的塑像下，以最後一口氣將罩衫覆面（凯撒所任的終生職神祇官所規定的赴死裝扮法）後气绝身亡。阴谋者本想把他的尸体投入台伯河，但慑于执政官马克·安东尼和骑兵长官雷必达而没有这么做。
凯撒的遗嘱是按照其岳父的要求，在马克·安东尼的家中启封宣读的。这份遗嘱是在前一年的9月13日立下的，并一直保存在维斯塔贞女祭司长手上。在这份遗嘱中，凯撒指定自己姐姐的三个孙子为自己的继承人：给屋大维四分之三的财产，其余四分之一由鲁基乌斯·皮那留斯和克文图斯·佩蒂尤斯分享；为自己可能出世的孩子指定监护人，其中几个竟是参与阴谋的凶手；还指定屋大维为自己的家庭成员，将自己的名字传给他，并规定德基摩斯·布鲁图斯为第二顺序继承人；此外，他还把台伯河的花园留给人民公用，并赠予每个公民300塞斯特尔提乌斯。
阴谋刺杀他的人們，几乎没有谁在他死后活过3年的。所有人都被判有罪，并以不同方式死于非命：一部分人死于海难，一部分人死于屋大维和其他凯撒部将随后发动的战争，有些用刺杀凯撒的同一把匕首自杀。
有一派歷史學家懷疑凯撒死法的戲劇性，是由他自己設計的。確切的說，他知道這場政治謀殺，但凯撒選擇主動配合所有的事。並在刺殺行動之後，由马克·安东尼宣讀自己的遺囑，將自己台伯河的私人花園送給羅馬人做為公園，並且每位羅馬人可以獲得300賽斯特爾提烏斯。根據現代醫學對凯撒遺留下來的醫學報告分析，他當時已經患有顳葉性癲癇症，發作時行動不受控制、大小便失禁。或許對於凯撒來說，为這樣的病折磨，不如像一个悲剧英雄般赴死；他選擇替他的繼承人屋大维鋪路，並將自己的名「凯撒」賜予屋大维。凯撒死时55岁，死后被按照法令列入众神行列，被尊为「神圣的儒略」。2012年10月，西班牙考古學家宣布，於羅馬發現奧古斯都在凯撒遭刺地點樹立的混凝土柱子。

## 影响和评价
儒略曆七月原名「Quintilis」，後改「Julius」。古羅馬曆只有10個月，這是第五月，原名是「第五」的意思，因為凱撒是這月出生的，經元老院一致通過，將此月改為凱撒的名字「儒略」。
凯撒是羅馬帝國的奠基者，故被一些歷史學家視為羅馬帝國的無冕之皇，有凯撒大帝之稱。甚至有歷史學家將其視為羅馬帝國的第一位皇帝，以其就任終身獨裁官的日子為羅馬帝國的誕生日。影響所及，有羅馬君主以其名字「凯撒」作為皇帝稱號；其後之德意志帝國及俄羅斯帝國君主亦以「凯撒」作為皇帝稱號。
俄语中沙皇一词中的“沙”来自古羅馬皇帝頭銜凯撒（俄語：Caesar）的转音，有“皇帝”的含义。中文譯名則採半音譯半義譯，譯為「沙皇」。
在迦太基語中，凱撒的意思就是大象。

## 大事记
- 前100年7月12日或13日
  - 出生于罗马
- 前92年
  - 凯撒的父亲当选为行政长官
- 前85年
  - 与富商之女苏提娅订婚
- 前84年
  - 当选为朱比特神祭司

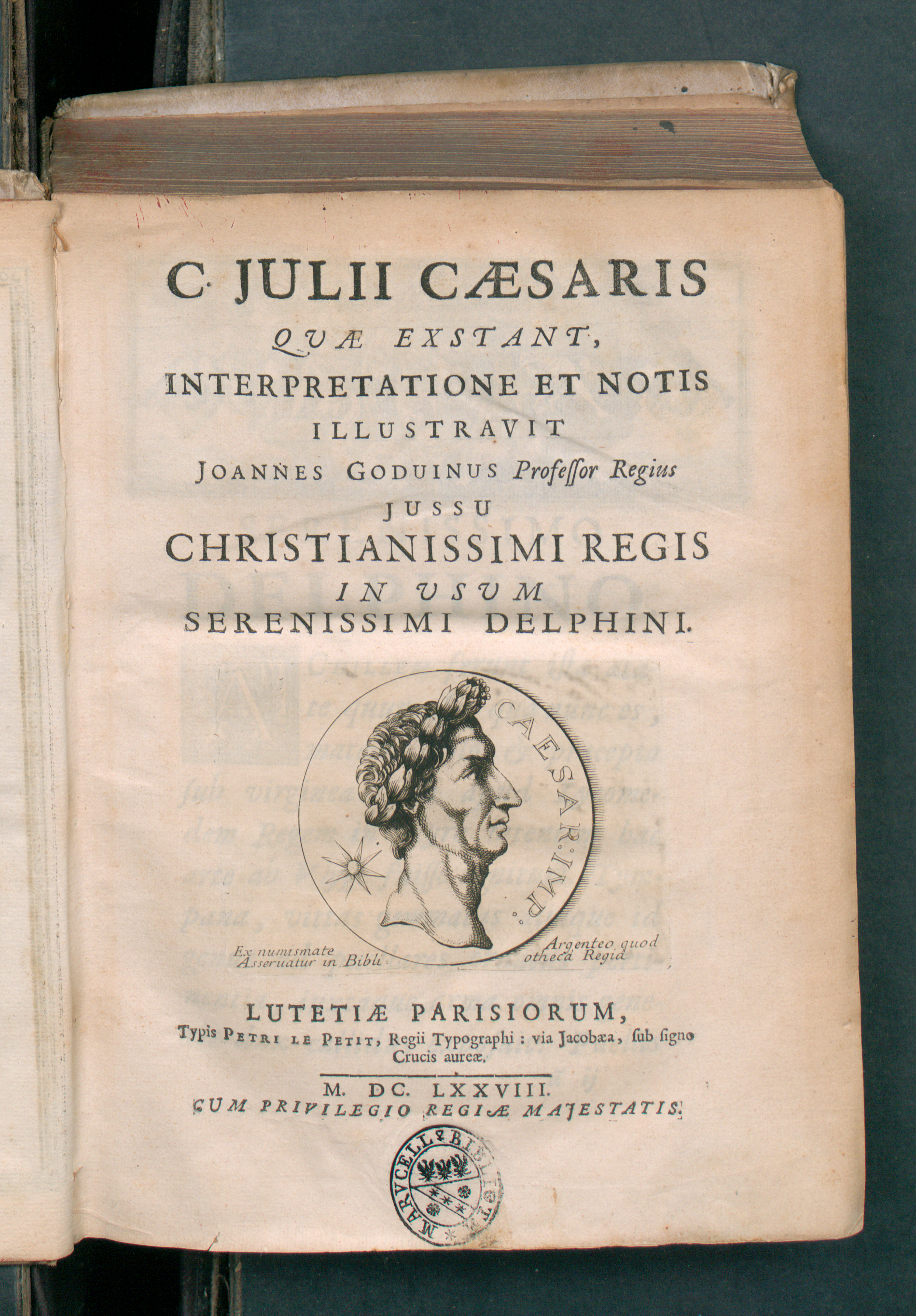
《凯撒生平》（拉丁语：C. Julii Caesaris quae exstant）, 1678年印刷

  - 与科涅莉亚·秦纳（Cornelia Cinnilla，秦纳之女）结婚
- 前82年
  - 因拒绝苏拉要求其与科涅莉亚的离婚要求，而遭到迫害，但成功逃脱
- 前81年至前79年
  - 在亚洲和奇里乞亚服役，传与卑斯尼亚的尼科梅德（Nicomedes）王有染
  - 任命为亚细亚总督副官
- 前80年
  - 出使比提尼亚，在进攻米提列涅城的战斗中获“公民冠”奖
- 前78年
  - 苏拉死后，回到罗马
- 前73年
  - 返回罗马，成为祭司团成员。
  - 当选为军团司令官
- 前69年
  - 科涅莉亚去世
  - 成为外西班牙行省的财务官
- 前67年
  - 进入元老院
  - 与庞培的远亲庞培娅结婚
- 前66年
  - 被任命为阿皮亚大道监察官
- 前65年
  - 当选市政官
- 前63年
  - 与庞培亚·苏拉（Pompeia Sulla，苏拉外孙女）结婚，同年12月离婚
  - 当选大祭司与大法官
  - 卡提林纳密谋
- 前62年
  - 当选行政长官
- 前61年
  - 外西班牙地方长官
  - 与庞培娅离婚
- 前60年（另说前59年）
  - 第一次当选执政官（另一执政官为毕布路斯Marcus Calpurnius Bibulus）
  - 开始前三头同盟
  - 与卡尔普尼亚·皮索尼斯（Calpurnia Pisonis）结婚
  - 主持通过《土地法案》
- 前58年至前53年
  - 高卢总督第一任期
- 前54年
  - 茱莉亚（凯撒之女，庞培之妻）去世
- 前53年
  - 克拉苏阵亡，前三头同盟结束
- 前53年至前48年
  - 高卢总督第二任期
- 前52年
  - 在阿雷西亚战役中击败高卢联军，并撰写《高卢战记》
- 前49年
  - 率领自己在高卢的军团，度过卢比肯河进入意大利，内战爆发
- 前48年
  - 在法萨卢斯战役中击败庞培，并被任命为独裁官（11天后辞去这一职务）
  - 第二次当选执政官（另一执政官为Publius Servilius Vatia Isauricus）
- 前47年
  - 追击庞培至埃及，并与克麗歐佩特拉七世见面
- 前46年
  - 在北非击败小加图等支持庞培的元老院残余势力
  - 第三次当选执政官（另一执政官为雷必达）
  - 第二次被任命为独裁官
  - 当选终生大祭司（引入儒略历）
  - 收养屋大维为继承人
- 前45年
  - 在西班牙击败最后的反对者，并返回罗马
  - 第四次当选执政官（没有共同执政官）
  - 被元老院授予“祖国之父”称号
  - 第三次被任命为独裁官
- 前44年
  - 第五次当选执政官（另一执政官为马克·安东尼）
  - 被任命为终身独裁官
  - 2月，拒绝马克·安东尼献上的桂冠和称帝的要求，并成为终身独裁官
  - 3月15日，在元老院被马可斯·布鲁图斯等暗杀

## 婚姻和子女

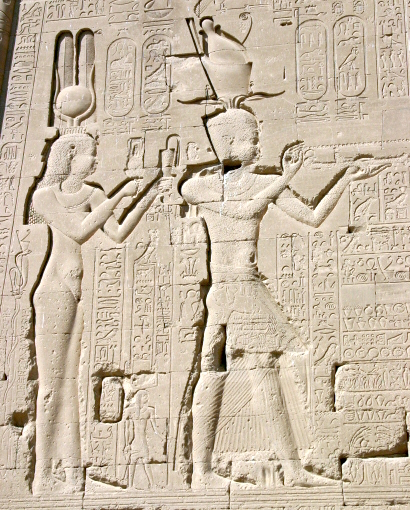
丹德拉神庙中的克娄巴特拉及其儿子凯撒里翁的浮雕

- 丹德拉神庙中的克娄巴特拉及其儿子凯撒里翁的浮雕前84年，科涅莉亚·秦纳（Cornelia Cinnilla，秦纳之女），死于一次难产
  - 茱莉亚·凯撒（Julia Caesaris），嫁与庞培
- 前63年，庞培亚·苏拉（Pompeia Sulla，苏拉外孙女），同年12月离婚
- 前60年，卡尔普尼亚·皮索尼斯（Calpurnia Pisonis）
- 前47年，与埃及女法老克麗歐佩特拉七世
  - 托勒密十五世（小凯撒、凯撒里翁，Caesarion），埃及法老
- 收养屋大维，罗马帝国皇帝

同時，凯撒還以風流聞名，他一生中與羅馬上流社會的眾多女性交往，西塞羅更曾在私人信件中提到他至少與元老院三分之一議員（當時元老院經蘇拉改革後有600席議員）的妻子有染，其中甚至包括了政敵小加圖的姊姊（參加暗殺凯撒的布魯圖斯之母）、龐培及克拉蘇的妻子等大人物的妻女。由於實在太過有名，日後甚至在內戰勝利的凱旋式上發生過凯撒的士兵高喊「市民們，當心了，禿頭的色狼（凯撒中年後開始禿頭）要進城偷你們的老婆了」的口號來挖苦老長官的趣事。

## 主要著作

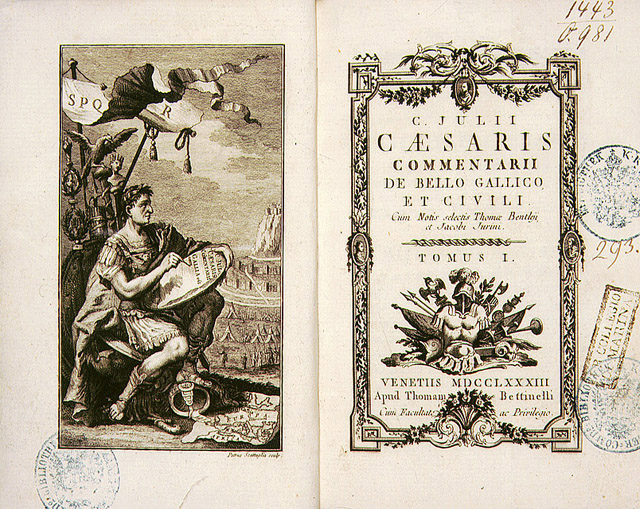
1783年在威尼斯共和国出版的《高盧戰記》

凯撒與同時代的西塞羅被後世並稱為拉丁文學的兩大文豪 ，凯撒生前曾留下大量的私人信件與文章，但由於奧古斯都將凯撒神化為神君，因此絕大多數的著作都遭到了銷毀；目前凯撒主要的傳世著作是他亲身经历的战争回忆录，至今仍因高度的文字水平 被西方的學校教育作為拉丁語教材。
- 《高卢战记》
- 《内战记》

历史上，其他一些作品也被认为是凯撒的作品，但作者身份存疑：
- 《在亚历山德里亚的战争》（De Bello Alexandrino），亚历山大战役；
- 《在阿非利加的战争》（De Bello Africo），北非战役；
- 《在西班牙的战争》（De Bello Hispaniensi），伊比利亚半岛战役。

这些叙事是在实际战役期间或之后每年撰写和出版的，作为一种“前线快讯”。它们对于塑造凯撒的公众形象和提升他在长期远离罗马时的声誉至关重要，可能被作为公开读物呈现。

## 流行文化
- 撲克牌上的方塊K是羅馬凱撒大帝；梅花K是馬其頓國王亞歷山大；黑桃K是公元前10世紀以色列的國王所羅門的父親大衞；紅桃K則是查理曼，即查理大帝。在四張國王K里，只有紅方塊的國王是側面像（羅馬帝國硬幣上的畫像也是側面像），其頭髮向內卷，手持戰斧，代表權力。
- 2005年《羅馬的榮耀》第一季
- 2017年《明日傳奇》第三季[7]
- 莎士比亞悲劇《凯撒大帝》
- 电子遊戲《刺客信条：起源》
- 手機遊戲《FGO》
- 手機遊戲《萬國覺醒》

## 資料來源

### 腳註
1. ↑  凯撒自前49年至前44年遇刺时为罗马帝国未受争议的领导者。在这一段时间内他名义上为独裁官或执政官
2. 1 2  其名之古典拉丁語拼写为Gaius Iulius，其名衔为Imperator Gaius Iulius Gai(i) filius Gai(i) nepos Caesar Patris Patriae（“司令官该尤斯·儒略·凯撒，该尤斯之子，该尤斯之孙，国父”）（Suetonius, Divus Julius 76.1）；公元前42年封神（英语：Imperial cult of ancient Rome）之后的封号为Divus Iulius（“神圣儒略”）。
3. ↑  Plutarch <希臘羅馬英豪列傳 II> P1267起
4. ↑  出版地:台灣 出版者:大地出版社 書名:世界歷史-羅馬帝國 P111-P112
5. ↑  樂羽嘉. . 法新社. 2012-10-11  [2012-10-11]. （原始内容存档于2012-10-14） （中文（臺灣））.
6. ↑  闫英杰.  第1版. 西安: 西安出版社. 2019-01: 166. ISBN 978-7-5541-3531-0. OCLC 1112261241.
7. ↑  
【明日傳奇】DC英雄拯救奧巴馬　擊退大猩猩防止改寫美國歷史 （页面存档备份，存于） 2018.3.29 香港01